# Philtraea monillata
Philtraea monillata là một loài bướm đêm trong họ Geometridae.